# Наманганска област
Наманганска област (на узбекски: Namangan viloyati) е една от 12-те области (вилояти) на Узбекистан. Площ 7900 km² (9-о място по големина в Узбекистан, 1,76% от нейната площ). Население на 1 януари 2019 г. 2 752 700 души (9-о място по население в Узбекистан, 8,21% от нейното население). Административен център град Наманган. Разстояние от Ташкент до Наманган 432 km.

## Историческа справка
Най-старият град в Наманганска област е Наманган, който е официално признат за такъв през 1610 г. Останалите 7 града в областта са признати за такива по време на съветската власт в периода от 1969 г. до 1982 г. Първоначално Наманганска област е образувана на 6 март 1941 г., като територията ѝ е отделена от Ферганска област. На 25 януари 1960 г. областта е закрита и голяма част от нея влиза в състава на Андижанска област. На 18 декември 1964 г. Наманганска област е възстановена в съвременните си граници.

## Географска характеристика
Наманганска област е разположена в източна част на Узбекистан. На север и североизток граничи с Джалалабадска област на Киргизстан, на югозапад – със Согдийска област на Таджикистан, на юг – с Андижанска и Ферганска област и на запад – с Ташкентска област. В тези си граници заема площ от 7900 km² (9-о място по големина в Узбекистан, 1,76% от нейната площ). Дължина от запад на изток 150 km, ширина от север на юг 60 km.
Областта заема северната част на Ферганската котловина, основно покрай десния бряг на река Сърдаря. По-голямата част от територията ѝ представлява равнина с надморска височина около 400 – 750 m, прорязана от долините на реките и повишаваща се на север, където е обградена от зона от предпланински масиви с височина 1000 – 1200 m, носещи названието „адири“. На север и северозапад тези „адири“ преминават в планинските хребети на Западен Тяншан. Тук се издигат хребетите Курамински и Чаткалски, като в последния се намира най-високата точка на областта 4062 m (41°25′34″ с. ш. 70°34′09″ и. д. / 41.426111° с. ш. 70.569167° и. д.), издигаща се в най-северозападната ѝ част, на границата с Киргизстан.
Климатът е рязко континентален със сравнително мека и кратка зима и горещо и продължително лято, големи денонощни колебания на температурата и малко количество валежи. Средна януарска температура -3,5 °C, а средна юлска 25 °C. Годишната сума на валежите в равнината и предпланините е 100 – 200 mm, а в планините – до 600 mm. Продължителността на вегетационния период (минимална денонощна температура 5 °C) в град Наманган е 229 денонощия.
Основната водна артерия в областта е река Сърдаря, която се образува в югоизточната ѝ част от сливането на реките Карадаря (лява съставяща) и Нарин (дясна съставяща). По склоновете на съседните планини към Сърдаря се стичат реките Патшаата, Касансай, Гавасай и др., водите на които се отклоняват за напояване.
Преобладават сивите почви: до височина 700 – 850 m светлосивите, от 850 до 1200 – 1500 m типичните и тъмносивите, над тях – канелените и черноземните почви. Растителността в равнината и в района на „адирите“ е ефемероидна, нагоре се сменя с пелинова, а след това пелиново-солянкова и тревисто-пелинова. Срещат се малки горички от гръцки орех, дива череша, дива ябълка и др., на височина около 3000 m – редки гори от арча (вид средноазиатска хвойна), а по най-високите части – субалпийски пасища. Животинският свят в равнината е представен от няколко вида влечуги и гризачи, а от птиците – пустинна врана и чучулига. Планините се обитават от планински козел, сърна, дива свиня, мечка, барс, бодлокож, язовец и др., а от птиците се срещат беркут, белоглав орел, планинска пуйка, кеклик и др.

## Население
На 1 януари 2019 г. населението на Наманганска област област е наброявало 2 752 700 души (8,21% от населението на Узбекистан). Гъстота 348,44 души/km². Градско население 64,3%. Етнически състав: узбеки 88,4%, таджики 8,8%, киргизи 1,0%, руснаци 0,7% и др.

## Административно-териториално деление
В административно-териториално отношение Наманганска област се дели на 11 административни района (тумана), 8 града, в т.ч. 1 град с областно подчинение и 7 града с районно подчинение и 120 селища от градски тип.
| Административна единица       | Площ (km²) | Население (2017 г.) | Административен център | Население (2017 г.) | Разстояние до Наманган (в km) | Други градове и сгт с районно подчинение |
| ----------------------------- | ---------- | ------------------- | ---------------------- | ------------------- | ----------------------------- | --- |
| Град с областно подчинение    |            |                     |                        |                     |                               | |
| 1. Наманган                   | 145        | 597 400             | гр. Наманган           | 597 400             | -                             | |
| Административен район (туман) |            |                     |                        |                     |                               | |
| 3. Касансайски                | 517        | 194 961             | гр. Касансай           | 21 217              | 28                            | Азад, Багишамал, Истиклол, Касан, Кукумбай, Тергаучи, Чандавул, Чуст-Куча, Янгиюл, Янгишахар                                                                                       |
| 4. Мингбулакски               | 741        | 118 017             | сгт Джумашуй           | 9303                | 29                            | Гуртепа, Довдук, Кугалъкул, Мадяраул, Мехнатабад, Узгариш |
| 5. Намангански                | 203        | 160 672             | сгт Ташбулак           | 7754                | 12                            | Галча, Гирван, Ирвадан, Кумкурган, Миришкор, Равустан, Шишаки, Шоркурган, Юкари-Равустан                                                                                           |
| 6. Нарински                   | 207        | 154 238             | гр. Хакулабад          | 27 300              | 65                            | Жамбъл, Каратери, Маргузар, Наринкала, Пастки-Чуджа, Учтепа, Ходжаабад, Шура |
| 7. Папски                     | 2910       | 207 041             | гр. Пап                | 28 000              | 67                            | Алтънкан, Гурумсарай, Искават, Маданият, Навбахор, Пунгон, Санг, Уйгур, Уйгурсай, Халкабад, Чаркесар (от 1957 г.), Чаркесар (от 2009 г.), Чодак, Янгиабад, Янги-Хужаабад           |
| 8. Туракургански              | 273        | 210 908             | гр. Туракурган         | 25 000              | 12                            | Акташ, Ахси, Бураматут, Етикан, Катагон, Кичуккурама, Колвак, Мизаркухна, Намдон, Олчин Сарой, Шахант, Яндама                                                                      |
| 10. Уйчински                  | 304        | 199 108             | сгт Уйчи               | 14 088              | 13                            | Ахси, Бирлашган, Буйоган, Гайрат, Джийдакапа, Зийокор, Кичик Тошлок, Машад, Онхаят, Соку, Файзиобод, Чуртук                                                                        |
| 9. Учкургански                | 300        | 161 739             | гр. Учкурган           | 61 350              | 39                            | Кайки, Кугай, Учагач, Янгиабад |
| 1. Чартакски                  | 377        | 186 416             | гр. Чартак             | 52 800              | 13                            | Айкирон, Алипон, Баликкул, Караскан, Кушан, Мучум, Ораарък, Пастки Пешкургон, Хазратишох, Юкори Пешкаран                                                                           |
| 2. Чустки                     | 937        | 249 947             | гр. Чуст               | 70 200              | 33                            | Ахча, Варзик, Гова, Еркишлок, Каркидон, Карнон, Коракургон, Олмос, Саримсоктепа, Хисорак, Шайон                                                                                    |
| 11. Янгикургански             | 525        | 199 783             | сгт Янгикурган         | 11 561              | 19                            | Бекобод, Гавазон, Заркент, Искавот, Калишох, Кизилкийок, Корайонгок, Кораполвон, Корачашуркент, Кукьор, Навкент, Нанай, Парамон, Ровут, Сангистон, Солман, Хужашуркент, Юмалоктепа |